# ロベルト・バッジョ
- ロベルト・バッジオ
- ロベルト・バッジォ

ロベルト・バッジョ（Roberto Baggio、 1967年2月18日 - ）は、イタリア・ヴェネト州ヴィチェンツァ県カルドーニョ出身の元サッカー選手。現役時代のポジションはミッドフィールダー、フォワード。元イタリア代表。

## 概要
1993年にバロンドール、FIFA最優秀選手賞を受賞。セリエAでは通算205ゴールを挙げ、キャリア通算では318ゴールを挙げた。2003-04シーズンで現役引退。弟のエディ・バッジョも元サッカー選手である。
趣味はハンティング。愛称の「コディーノ」は馬の尻尾という意味。髪型に由来する。
2002年に国連食糧農業機関 (FAO) の親善大使に就任。世界の貧困や飢餓撲滅のための慈善活動に取り組む。病院への寄付、ハイチ地震への寄付、アウンサンスーチー解放への協力などの功績が認められた。2010年11月14日、ノーベル平和賞受賞者世界サミットの事務局から「平和サミット賞」を授与された。

## クラブ経歴

### ヴィチェンツァ、フィオレンティーナ

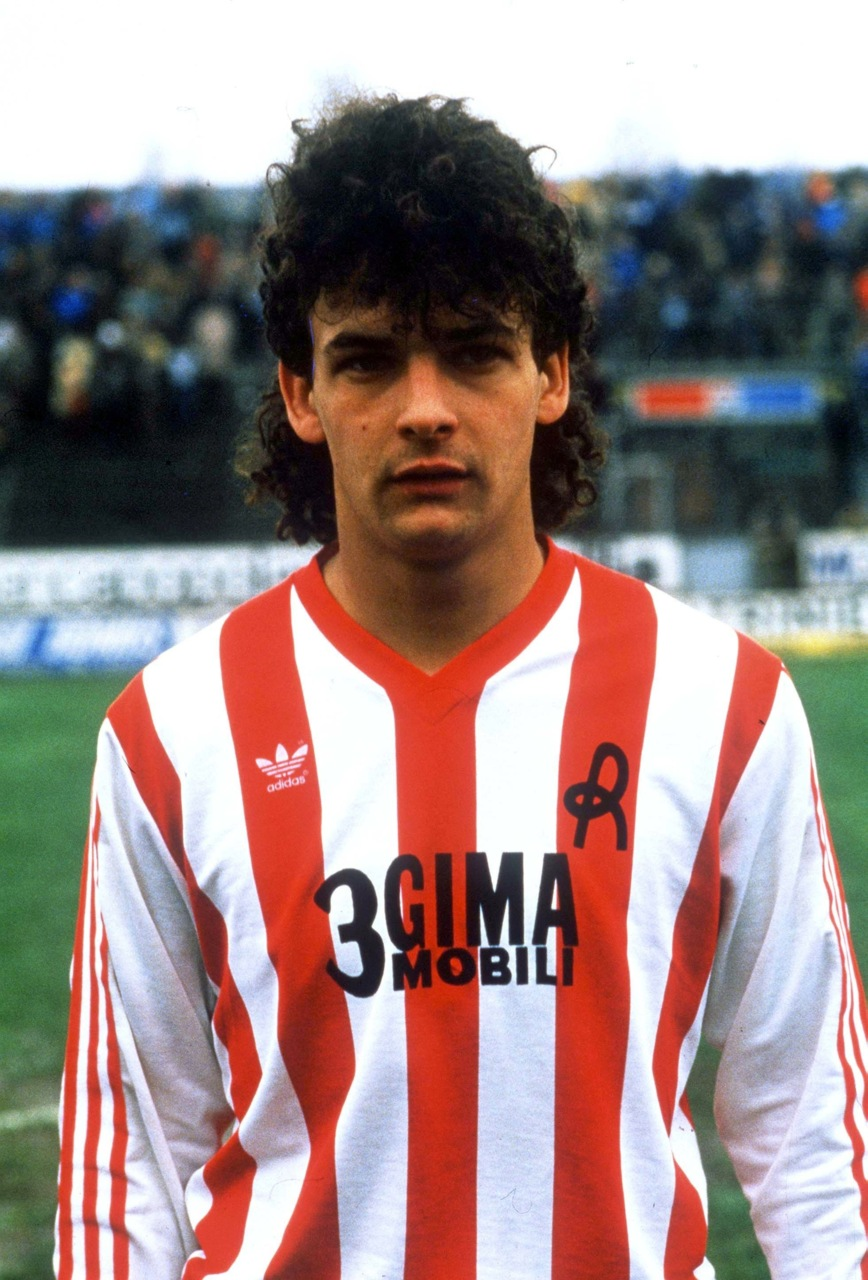
ヴィチェンツァ時代のバッジョ

キャリアを通じてイタリア国内リーグで活躍。1981年にセリエC1のヴィチェンツァでデビュー。1984-85シーズンに12得点を記録。1985年にはセリエAのACFフィオレンティーナに移籍した。ところが契約成立からわずか2日後、右膝十字靭帯断裂の大怪我を負った。移籍直後の1985-86シーズン、怪我でコッパ・イタリアでの5試合のみの出場となり全てのリーグ戦を欠場、1986-87シーズン5月10日、第29節のナポリ戦でセリエA初ゴールを決めたが、怪我で僅か5試合のみの出場に終わった。1987年9月20日のACミラン戦では60メートルをドリブルしての得点を挙げた。怪我の回復した1988-89シーズンには15得点をあげ、フィオレンティーナはUEFAカップ出場権を獲得した。1989-1990シーズンには第12節のFCアスコリ戦でセリエAで初のハットトリックを決めるなど、リーグ戦で17得点の活躍を見せた。

### ユヴェントス
1990年、当時史上最高額の150億リラという移籍金でユヴェントスに移籍、フィレンツェではクラブに対する暴動が起こっている。バッジョ自身も望まぬ移籍だったため困惑していた。ユヴェントスの選手として初めてフィレンツェに戻ってきた試合では、地元のティフォージから裏切り者扱いされ、彼がボールを持つ度にブーイングを浴びせられた。しかし、後半になると状況が一変する。チームは決勝点のチャンスとなるPKを獲得するが、通常のPKキッカーであるバッジョは蹴るのを拒否した。監督の怒りを買ったバッジョは即座に交代を命じられたが、スタンドから拍手を受けながらピッチを去った。一方でこのPKを蹴らなかったことにより、ユヴェントスファンからはチームに対しての忠誠心を疑問視されるなど、ファンからの信頼獲得には時間を要した。1991-92シーズン、フォッジャでは2PKを含めハットトリックを決めた。
1992-93シーズンはリーグ戦で21得点を挙げ、またUEFAカップ決勝のボルシア・ドルトムント戦では1stレグで2ゴールを挙げ、チームを優勝に導いた。これはユヴェントスにとっては1985年以来以来のヨーロッパタイトルだった。この功績・貢献が認められ、同シーズンのFIFA最優秀選手賞とバロンドールを受賞した。1994-95シーズンは怪我で多くの試合を欠場したが、シーズン後半には復調し、ユベントスの9年ぶりのリーグ優勝、コッパイタリア獲得に貢献した。

### ACミラン
1995-96シーズンを迎えるにあたり、スタメンを保証されないことを言い渡されるとともに、チームからは減給を要求された。この時レアル・マドリード、マンチェスターユナイテッドらが獲得に興味を示したが、1995-96シーズン、ACミランへの移籍を選択、2節のウディネーゼ戦で移籍後初得点を挙げた。ここで自身にとっては2期連続のリーグ制覇に貢献した。ユベントス時代にはアウェーでのフィオレンティーナ戦でPKを蹴ることを拒否したが、同シーズン第15節では、自らが志願しPKキッカーを務めて得点を挙げた。
1996-97シーズン、開幕のエラス・ヴェローナ戦でゴールを挙げるスタートを切り、第10節、第27節とミラノダービーでは2試合でゴールを挙げたが、タバレス監督からアリゴ・サッキ監督に代わると、ベンチスタートとなるなど、出場機会を減らすこととなり、起用は限定的なものとなり、目立った活躍を見せることはなかった。

### ボローニャ
1997-98シーズン、マンチェスターユナイテッドが引退したカントナの後釜に据えるべく獲得に動き、FCバルセロナからも興味を示された。パルマもリーグ初の優勝を目指して獲得に動き、移籍が決定的になっていたが、カルロ・アンチェロッティ監督から希望するセカンドトップではなくFWの一人として起用する予定だと聞くと、パルマではなく、中堅クラブのボローニャへの移籍を選択した(後のパルマに移籍しなかったことを後悔していると明かした。)。開幕のアタランタ戦で即座に得点を挙げると、第7節のナポリ戦ではハットトリック、第30節のミラン戦、第33節のユヴェントス戦でもゴールを挙げるなど、最後の5試合で8得点をマークし、自己最多の22得点を決め、ワールドカップのメンバー入りを果たした。

### インテル
1998-99シーズンから、インテルで2シーズンプレー、ロナウドのパートナーとしてと期待されたが、同シーズンのUEFAチャンピオンズリーググループリーグのレアル・マドリード戦で2ゴールを挙げ、ASローマ戦では4アシストを決めるなどの活躍もあった一方、負傷欠場も少なくなく、期待されたロナウドとのプレーもほとんどなかった。
1999-00シーズンからユベントス時代にバッジョを重要視せず確執も伝えられていたマルチェロ・リッピ監督が就任、シーズン前にリッピと面会し、戦力として見ていることや、スタメンで起用される可能性も十分であることを聞かされたが、行き違いなどもあり次第に冷遇され、1月の移籍市場ではローンでの移籍にリヴァプール、アーセナル等が獲得に興味を示したが、代表に復帰してユーロ2000への出場を目指していたことから残留を選択した。
インテル退団が半ば既定となった後の2000年5月23日のCL出場権プレーオフパルマ戦では、前半35分にFKで先制、さらに同点にされた後半38分左足ボレーで決勝点と2ゴール奪って勝利をもたらした。この試合を最後に、解雇に近い形でチームを離れた。この頃、Jリーグの某チームから破格の条件でオファーを受け、移籍を真剣に検討、次のワールドカップへの出場を目指していたことから、トラパットーニ代表監督に日本でプレーしても代表に呼ばれる可能性が有るか尋ね、イタリアに留まる決断をした。

### ブレシア
2000-01シーズン、イングランド、スペインといったチームからブレシアの3倍以上の年俸でオファーを受けたが、ヴィチェンツァから近かったこと、カルロ・マッツォーネ監督から誘われ、そのマッツォーネの存在が決めてとなってブレシアへの移籍を決めた。
2001-02シーズンでは、2002年FIFAワールドカップ出場を目指すべく、シーズン前半にゴールを量産。しかし、2002年1月31日のコッパ・イタリア準決勝パルマ戦で左膝十字靭帯に全治6ヶ月の負傷、しかしワールドカップへの出場を目指し、リハビリを経て僅か81日で復帰。4月21日、第32節のフィオレンティーナ戦で後半25分に途中出場、2ゴールを挙げ、第34節のボローニャ戦でも1ゴールを挙げた、しかしワールドカップへの出場は叶わなかった。
2003-04シーズン、第33節のラツィオ戦でシーズン12ゴール目にして現役最後のゴールを挙げた、5月16日、リーグ最終節のサン・シーロでの古巣ACミラン戦が現役最後となり、先発出場し83分の途中交代時には客席全体からスタンディングオベーションが送られた。
現役引退後は、数年間の休養を経て2010年にイタリアサッカー連盟の打診を受け、テクニカル部門のスタッフに就任したが、2013年に同職を退任した。以後はサッカー界から距離を置き、現在は故郷カルドーニョに近いアルタヴィッラ・ヴィチェンティーナで隠居生活を送っている。2024年、この隠居先に武装グループが侵入し、銃器で頭部を殴られて負傷する事件が発生した。

## 代表経歴
イタリア代表としては1988年11月16日に行われたオランダとの国際親善試合でデビュー。1989年4月22日に行われたウルグアイとの国際親善試合で初ゴールをあげた。
FIFAワールドカップにはイタリアW杯（背番号は15）、アメリカW杯（背番号は10）、フランスW杯（背番号は18）に出場し、3位、準優勝、準々決勝進出と、いずれもベスト8に入った。ちなみに3大会の敗退はいずれもPK戦によるもので、バッジョは3大会ともPKキッカーを務めている。一方、欧州選手権にはキャリアを通じて縁がなかった。

### 1990年イタリア大会

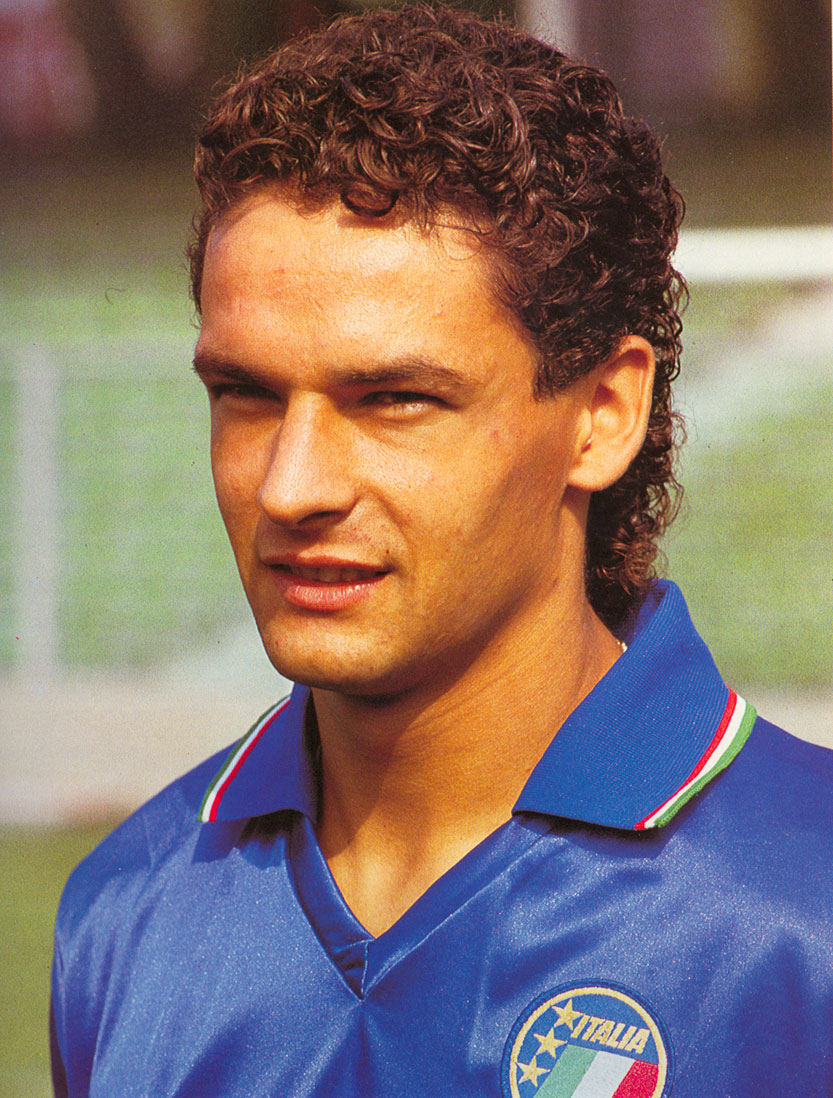
1990 FIFAワールドカップに出場したバッジョ

1990年の地元開催では当初はスーパーサブ的存在であったが、グループリーグ第3戦目のチェコスロバキア戦において、中盤から単独ドリブル突破を仕掛け、ディフェンダーを次々と抜き去ってゴールを決めた。
準決勝の相手はマラドーナ率いるアルゼンチンであったが、この試合はバッジョはスタメンから外れ、チームもアルゼンチンに1-1に追いつかれた後、PK戦で敗れた。
フル出場した3位決定戦のイングランド戦ではピーター・シルトンの致命的なミスを突いて先制点を記録し、さらには決勝点となるPKを奪った。

### 1994年アメリカ大会
前年の1993年に、バロンドールを受賞していたこともあって、周囲の期待は大いに高まっていた。しかし本大会直前に右足を痛めて万全でない状態で1994年ワールドカップを迎えた。
イタリアは、グループリーグ初戦・アイルランド戦を落とし、グループリーグ第2戦ノルウェー戦では、ペナルティーエリア外での故意のハンドの反則をしたGKジャンルカ・パリュウカが退場処分となった際には、アリゴ・サッキ監督により控えGKルカ・マルケジャーニの投入のためにバッジョはベンチに下げられてしまった。
グループリーグ第3戦メキシコ代表戦も引き分け結局、イタリアは1勝1敗1分けで辛うじて決勝トーナメントに進出（当時の規定でグループ3位ながら救われた）。自身は無得点に終わった。
決勝トーナメント1回戦のナイジェリア戦でも先制を許し、反撃の切り札で投入したゾラは不可解な判定で退場処分となり1点を追い掛ける苦しい試合展開になる。しかし、試合終了直前の89分、ついにバッジョが同点弾を決め、延長戦でもPKを沈めた。
準々決勝のスペイン戦でも再び終了直前にカウンターから角度のない所から決勝点をあげて、2-1で勝利。準決勝のブルガリア戦でも続けざまに2得点を挙げて2-1と勝利した。決勝トーナメントの準決勝までの3試合でチーム6得点中5得点、どのゴールも試合を逆転・決定するもので、酷評から一転して救世主扱いとなった。しかし、準決勝で右足の脹脛を痛め、決勝への出場が危ぶまれた。
決勝のブラジル戦、バッジョは強行出場したものの精彩を欠き、試合はワールドカップ決勝史上初のPK戦となった。ブラジルがリードを保ったまま最終キッカーであるバッジョの番となるが、彼はゴール左上にはるか高く打ち上げてしまう。これによってイタリアは優勝を逃した。

### 1998年フランス大会
ボローニャでゴールを量産した好調さを買われ、1998年フランスワールドカップのメンバーにサプライズ選出された。大会を通じて2得点1アシストを記録した。
初戦チリ戦で先発出場。パオロ・マルディーニからのロングボールを、バッジョがダイレクトでスルーパスを走りこんだクリスティアン・ヴィエリに通しアシストを記録。その後追いつかれるが、バッジョ自らPKを誘い、これを決めた。またこのゴールで、イタリア代表としてワールドカップの舞台で3大会連続でゴールを決めた初の選手となった。グループリーグ最終戦のオーストリア戦では決勝ゴールを決める活躍を見せた。
準々決勝のフランス戦では途中出場し、延長後半に決定的ともいえるボレーシュートを放つが、ボールはクロスバーをわずかに越えていった。結局、この試合も決着はつかず、PK戦に突入。バッジョは1番手でPKを決めたが、イタリアは3大会連続でPK戦で敗退した。

### 1999年以降
1999年以降は代表からは遠ざかる。本人は2002年日韓大会出場を熱望し、所属クラブでゴールを挙げ続け、全治6か月の負傷を懸命のリハビリで2か月で復帰するなどアピールを行なったものの招集されることはなかった。現役引退を表明後の2004年4月28日にジェノヴァで行われたスペインとの親善試合にキャリアへの敬意から特別招集され、この試合を最後に代表を引退した。イタリア代表での通算成績は国際Aマッチ56試合出場27得点。

## 選手としての特徴
優れたテクニックと、誰も予想できないようなタイミングや方法でパスやシュートをするなど、アイデア溢れるプレーをする選手であり、「ファンタジスタ」という言葉はまさにバッジョのためにあると言われた。
幼少の頃憧れた選手はジーコで、フリーキックの蹴り方を真似るなどしていた。ストライカーではなくプレーメーカーであるが、ミッシェル・プラティニは、9番と10番の間、9.5番であるとプレー振りを分析していた。

## 人物
元ローマ・カトリック信者であったが、1980年代に仏教に改宗し、創価学会会員となった。三色旗のキャプテンマークを着用したこともある。

## 個人成績
| クラブ             | シーズン     | リーグ戦     | リーグ戦 | リーグ戦 | コッパ・イタリア | コッパ・イタリア | 国際大会 | 国際大会 | その他 | その他 | 合計 | 合計 |
| クラブ             | シーズン     | ディビジョン | 出場     | 得点     | 出場             | 得点             | 出場     | 得点     | 出場   | 得点   | 出場 | 得点 |
| ------------------ | ------------ | ------------ | -------- | -------- | ---------------- | ---------------- | -------- | -------- | ------ | ------ | ---- | ---- |
| ヴィチェンツァ     | 1982-83      | セリエC      | 1        | 0        | 0                | 0                | -        | -        | -      | -      | 1    | 0    |
| ヴィチェンツァ     | 1983-84      | セリエC      | 6        | 1        | 4                | 0                | -        | -        | 2      | 1      | 12   | 2    |
| ヴィチェンツァ     | 1984-85      | セリエC      | 29       | 12       | 5                | 2                | -        | -        | -      | -      | 34   | 14   |
| ヴィチェンツァ     | 通算         | 通算         | 36       | 13       | 9                | 2                | -        | -        | 2      | 1      | 47   | 16   |
| フィオレンティーナ | 1985-86      | セリエA      | 0        | 0        | 5                | 0                | -        | -        | -      | -      | 5    | 0    |
| フィオレンティーナ | 1986-87      | セリエA      | 5        | 1        | 4                | 2                | 1        | 0        | -      | -      | 10   | 3    |
| フィオレンティーナ | 1987-88      | セリエA      | 27       | 6        | 7                | 3                | -        | -        | -      | -      | 34   | 9    |
| フィオレンティーナ | 1988-89      | セリエA      | 30       | 15       | 10               | 9                | -        | -        | 1      | 0      | 41   | 24   |
| フィオレンティーナ | 1989-90      | セリエA      | 32       | 17       | 2                | 1                | 12       | 1        | -      | -      | 46   | 19   |
| フィオレンティーナ | 通算         | 通算         | 94       | 39       | 28               | 15               | 13       | 1        | 1      | 0      | 136  | 55   |
| ユヴェントス       | 1990-91      | セリエA      | 33       | 14       | 5                | 3                | 8        | 9        | 1      | 1      | 47   | 27   |
| ユヴェントス       | 1991-92      | セリエA      | 32       | 18       | 8                | 4                | -        | -        | -      | -      | 40   | 22   |
| ユヴェントス       | 1992-93      | セリエA      | 27       | 21       | 7                | 3                | 9        | 6        | -      | -      | 43   | 30   |
| ユヴェントス       | 1993-94      | セリエA      | 32       | 17       | 2                | 2                | 7        | 3        | -      | -      | 41   | 22   |
| ユヴェントス       | 1994-95      | セリエA      | 17       | 8        | 4                | 2                | 8        | 4        | -      | -      | 29   | 14   |
| ユヴェントス       | 通算         | 通算         | 141      | 78       | 26               | 14               | 32       | 22       | 1      | 1      | 200  | 115  |
| ミラン             | 1995-96      | セリエA      | 28       | 7        | 1                | 0                | 5        | 3        | -      | -      | 34   | 10   |
| ミラン             | 1996-97      | セリエA      | 23       | 5        | 5                | 3                | 5        | 1        | 0      | 0      | 33   | 9    |
| ミラン             | 通算         | 通算         | 51       | 12       | 6                | 3                | 10       | 4        | 0      | 0      | 67   | 19   |
| ボローニャ         | 1997-98      | セリエA      | 30       | 22       | 3                | 1                | -        | -        | -      | -      | 33   | 23   |
| インテル           | 1998-99      | セリエA      | 23       | 5        | 4                | 0                | 6        | 4        | 2      | 1      | 35   | 10   |
| インテル           | 1999-00      | セリエA      | 18       | 4        | 5                | 1                | -        | -        | 1      | 2      | 24   | 7    |
| インテル           | 通算         | 通算         | 41       | 9        | 9                | 1                | 6        | 4        | 3      | 3      | 59   | 17   |
| ブレシア           | 2000-01      | セリエA      | 25       | 10       | 3                | 0                | -        | -        | -      | -      | 28   | 10   |
| ブレシア           | 2001-02      | セリエA      | 12       | 11       | 1                | 0                | 2        | 1        | -      | -      | 15   | 12   |
| ブレシア           | 2002-03      | セリエA      | 32       | 12       | 0                | 0                | -        | -        | -      | -      | 32   | 12   |
| ブレシア           | 2003-04      | セリエA      | 26       | 12       | 0                | 0                | 0        | 0        | -      | -      | 26   | 12   |
| ブレシア           | 通算         | 通算         | 95       | 45       | 4                | 0                | 2        | 1        | -      | -      | 101  | 46   |
| キャリア通算       | キャリア通算 | キャリア通算 | 488      | 218      | 85               | 36               | 63       | 32       | 7      | 5      | 643  | 291  |

出典 : RSSSF

## 代表歴

### 出場大会
- イタリア代表

1990年 - 1990 FIFAワールドカップ（3位）
1994年 - 1994 FIFAワールドカップ（準優勝）
1998年 - 1998 FIFAワールドカップ（ベスト8）

### 試合数
- 国際Aマッチ 57試合 27得点（1988年 - 2004年）[34]

| イタリア代表 | 国際Aマッチ | 国際Aマッチ |
| 年           | 出場        | 得点        |
| ------------ | ----------- | ----------- |
| 1988         | 1           | 0           |
| 1989         | 6           | 3           |
| 1990         | 10          | 4           |
| 1991         | 2           | 1           |
| 1992         | 7           | 6           |
| 1993         | 7           | 5           |
| 1994         | 12          | 5           |
| 1995         | 1           | 0           |
| 1996         | 0           | 0           |
| 1997         | 2           | 1           |
| 1998         | 6           | 2           |
| 1999         | 2           | 0           |
| 2004         | 1           | 0           |
| 通算         | 57          | 27          |

## タイトル

### クラブ
- ヴィチェンツァ
  - セリエC1 1984-85
- ユヴェントス
  - コッパ・イタリア 1995
  - UEFAカップ 1993
  - セリエA 1994-95
- ACミラン
  - セリエA 1995-96

### 個人
- バロンドール 1993
- FIFA世界年間最優秀選手 1993
- 英誌ワールドサッカー選出世界年間最優秀選手 1993
- 英誌ワールドサッカー選出20世紀の偉大なサッカー選手100人 16位　1999
- オンズドール 1993
- ブラヴォー賞 1990
- FIFA100 2004
- ゴールデンフット賞 2003
- UEFAカップウィナーズカップ得点王 1990-91
- イタリア代表通算得点記録 歴代4位
- セリエA通算得点記録 歴代5位

## 関連書籍
- ロベルト・バッジョ 著/片野道郎 訳「ロベルト・バッジョ自伝 天の扉」 2002年4月　潮出版社
- ロベルト・バッジョ 著/片野道郎 訳「ロベルト・バッジョ自伝II 夢の続き」 2003年4月　潮出版社

## 関連作品
- ビデオ 「21世紀へ 栄光のゴール」 1999年11月 シナノ企画
- ビデオ 「ロベルト・バッジョ」 2004年1月 シナノ企画